# Schwerte
Schwerte är en stad i Kreis Unna i Regierungsbezirk Arnsberg i förbundslandet Nordrhein-Westfalen i Tyskland.  Staden har haft anslutningen till motorvägen A1 sedan den öppnades år 1961. 